# 京珠高速公路
京珠高速公路（又称G030或030国道）為連接中华人民共和国首都北京市與廣東省珠海市高新區金鼎的高速公路，目前该名称及编号已废止，该路线现在是国家高速公路网 京港澳高速及其並行路段 广澳高速的主要部分。

## 概述
京珠高速全長约2310公里，穿越省市包括北京、河北省、河南省、湖北省、湖南省及廣東省。

## 各省路况

### 北京市
全通。

### 河北省
全通。最初设计为双向四车道，2012年京港澳高速河北段改扩建工程开工，通车后为双向八车道。

### 河南省
全通。
其中安阳至漯河段2010年实现了双向八车道或双向六车道的通行，漯河至信阳段2012年起开始进行改扩建工程，通车后为双向八车道。

### 湖北省
全通。

### 湖南省
全通。
京港澳高速于湖南境内共由4条高速公路路段组成。
临长段为京港澳高速公路湖南段最北段，北起鄂界的临湘市坦渡河（坦渡乡永和村竹嘴组），南至长潭段牛角冲，全长183公里，途径岳阳、长沙二市辖域的临湘、岳阳、汨罗、平江和长沙5县（市），共设11处收费出口。工程于2000年5月开工，2002年11月30日通车，总投资50.92亿元，其中交通部投资10.07亿元，世界银行贷款2亿美元。全线采用改性沥青铺成，为湖南省境内第一段沥青路面高速。

### 廣東省
全通。